# Київська муніципальна академія музики імені Рейнгольда Глієра
Київська муніципальна академія музики імені Р. М. Глієра (1868 — Київське музичне училище, 2008 — Київський інститут музики ім. Р. М. Глієра, 2018 — Київська муніципальна академія музики ім. Р. М. Глієра) — сучасний вищий музичний навчальний заклад, який готує фахівців за відповідними освітніми програмами різних рівнів освіти: початковий рівень (молодший фаховий бакалавр), перший (бакалаврський) рівень, другий (магістерський) рівень зі спеціальностей: «Фортепіано», «Оркестрові струнні інструменти», «Оркестрові духові та ударні інструменти», «Народні інструменти», «Спів», «Хорове диригування», «Музичне мистецтво естради», «Музикознавство», «Джаз».

## Історія
Початок професійного музичного навчання в Україні датується 1768 роком, коли згідно постанови Київського магістрату було засновано музичну школу з метою постійного поповнення складу оркестру при Київському магістраті (журнал «Киевская старина», № 7, 1889 рік). Ця школа проіснувала до 1852 року.

### 1863—1913
В 1863 р. у Києві було засновано Київське відділення Російського музичного товариства, зусиллями якого в 1867 р. відкрито оперний театр, а 18 січня 1868 р. — музичне училище. Перший голова, впродовж 10 років — Петро Селецький, з 1876 директором і викладачем був Володимир Пухальський.
У перший рік існування в училищі навчалося 11 учнів з п'яти спеціальностей: фортепіано, скрипка, віолончель, співи та теорія музики, з обов'язковим вивченням методики викладання. Крім того, в училищі існував хоровий клас, а з 1885 року — оперний клас. Згодом відкриваються в училищі відділи духових і народних інструментів, з'являються класи ансамблевої гри, симфонічний оркестр. З 1885 року училище вважається «училищем повного профілю».
До роботи в училищі в різні роки залучались піаністи Микола Лисенко, Володимир Пухальський, Фелікс Блуменфельд, скрипалі Іван Водольський, Отакар Шевчик, Михайло Ерденко, віолончелісти М. Полянічевський, Владислав Алоїз, Фрідріх Мулерт, композитор Рейнгольд Глієр, хоровий диригент Георгій Верьовка, також Марко Геліс (народні інструменти), Олександр Шаповал, Йосип В. Шадек (теорія музики), Мартін Петц, А. Ваккер (вокал) та інші.

### 1913—1960
У 1913 р. музичне училище було перетворене в консерваторію і ввійшло до її складу як молодше і середнє відділення. З 1928 р. відокремлюється зі структури консерваторії як самостійний середній професійний навчальний заклад. У 1956 році училищу присвоєно ім'я Р. М. Глієра — видатного композитора, педагога, диригента, директора Київської консерваторії в 1914—1920 р.р., випускника училища по класу скрипки.
У 1928 році училище відокремилося від консерваторії як музпрофшкола та узяло на себе справу підготовки музикантів середньої кваліфікації — хористів, оркестрантів, концертмейстерів, керівників самодіяльних колективів і викладачів дитячих музичних шкіл. Таким чином, училище повернулося до статусу середнього спеціального навчального закладу, а у 1934 році відновилася і його стара назва — Київське музичне училище.
Архівні документи свідчать, що до початку Другої світової війни організацією освіти в консерваторії, музичному училищі та створеної у 1934 році за ініціативи К. Михайлова музичної десятирічки займався директор консерваторії. У 1934—1941 роках цю функцію здійснював Абрам Михайлович Луфер. Під його керівництвом остаточно склалася та система музичної освіти, що існує в Україні і сьогодні: консерваторія, училище, десятирічка.
У довоєнні роки в училищі навчалися майбутні корифеї вітчизняної музичної культури — Г. та П. Майбороди, І. Масленікова, П. Кармалюк, П. Муравський, Н. Гончаренко, Е. Томм, Ю. Будницька, Б. Притикіна, М. Різоль, І. Журомський, М. Гордійчук.
У 1944 році заняття в училищі поновилися у новому приміщенні по вул. Воровського, 49. Директором училища був призначений випускник училища, учень Г. Верьовки Петро Андрійович Сук, який очолював Київське музичне училище до 1953 року. В цей період в училищі працювали педагоги, багато з яких були викладачами Київської консерваторії. Це піаністи — К. Михайлов, А. Янкелевич, М. Гозенпуд, Я. Фастівський, вокалісти Д. Євтушенко, М. Донець-Тессейр, М. Царевич-Лятошинська, баяніст І. Журомський, балалаєчник Є. Блінов, бандурист В. Кабачок, викладачі струнних інструментів Д. Бертьє, С. Каспін, І. Козлов, С. Вільконський, на відділі духових інструментів працювали В. Яблонський, Л. Хазін, А. Проценко, М. Бердиєв, В. Бабенко, К. Багликов та інші. У післявоєнному становленні диригентсько-хорового відділу брали участь композитори М. Вериківський, Г. Жуковський, О. Коломієць, хормейстер П. Муравський, на теоретичний відділ були запрошені композитори Г. Майборода, П. Майборода, П. Глушков, О. Верещагін, Ю. Щуровський, музикознавець М. Гордійчук та інші. Серед перших лауреатів — Ольга Пархоменко (скрипка), Микола Бердиєв (труба), Євген Блінов (балалайка), тріо бандуристок — Валентина Третьякова, Ніна Павленко, Тамара Поліщук, Володимир Селівохін (фортепіано), Віталій Лисенко (хорове диригування).
З 1953 по 1954 рік обов'язки директора училища виконував Іван Іванович Журомський, якого на цій посаді замінив Андрій Омелянович Лісовий (1954—1958).  На час його керівництва припадає присвоєння училищу в 1956 році імені Рейнгольда Морицевича Глієра.
У 1957 році в училищі відкрито заочне відділення, робота якого була направлена на підвищення кваліфікації викладачів та керівників музичної самодіяльності.
З 1958 по 1962 роки директором училища став Степан Омелянович Лук'янов, який сприяв відкриттю у 1959 році школи-студії як бази педагогічної практики учнів училища. Очолила цей підрозділ навчального закладу випускниця училища Е. Парамонова.

### 1960—1997 роки

З початку 60-х до 80-х років минулого століття в училищі остаточно склалася структура середнього навчального закладу: 7 відділів (фортепіанний, струнно-смичкових інструментів, духових інструментів, народних інструментів, вокальний, диригентсько-хоровий, історико-теоретичний) та 4 методоб'єднання (загальноосвітні предмети, загальне фортепіано, спеціалізоване фортепіано, концертмейстерський клас).

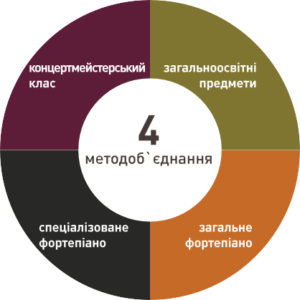

В цей період училище очолювали послідовно — з 1962 по 1964 роки Микола Сергійович Строкач (фаготист за фахом, соліст оркестру, викладач, досвідчений керівник), з 1964 по 1970 роки Лідія Олександрівна Падалко (хормейстер, заслужена артистка України, патріот української хорової школи, активний організатор в сфері хорової діяльності), з 1971 по 1982 роки Анатолій Леонідович Бондаренко (диригент-хормейстер за фахом, викладач, досвідчений управлінець). Під час його керівництва було відкрито гуртожиток училища, а у 1973 році училище отримало приміщення по вул. Гетьмана Павла Скоропадського, 31.
У 1980 році в училищі було відкрито спеціальність з підготовки естрадних джазових музикантів. Засновником та першим завідувачем естрадного відділу став Володимир Симоненко, серед викладачів відділу — В. Мачулін, Є. Дергунов, Ю. Марков, В. Молотков, С. Колесник, А. Шарфман, М. Замороко. У 1983 році на відділі був заснований біг-бенд, першим керівником якого став А. Шарфман.
Наступним директором училища став  Віталій Власович Каращук. В ці роки почали розширюватися міжнародні зв'язки та творчі обміни, які були започатковані його попередниками.
З 1991 по 2003 роки училище очолював Вадим Венедиктович Козін. В період його керівництва були започатковані періодичні освітні, наукові та мистецькі проєкти училища: Фестиваль мистецтв «Шевченківський березень» (1994 р.), Міжнародний конкурс молодих піаністів пам'яті Володимира Горовиця (1995 р.), Регіональний конкурс-огляд юних піаністів, 1996 р. (нині — Всеукраїнський конкурс-огляд юних піаністів Олени Вериківської), Міжнародна науково-практична конференція «Молоді музикознавці» (1997 р.), Школа виконавської майстерності (1998 р.), Міжнародна «Літня музична академія» (2001 р.).

### 1997—2018 роки
У 1998 році Київське музичне училище ім. Р. М. Глієра було перейменовано на Київське державне вище музичне училище ім. Р. М. Глієра.
у 1997 році був відкритий Факультет музичного мистецтва III освітньо-кваліфікаційного рівня, на якому до 2008 року були сформовані наступні спеціалізації з наданням освітньо-кваліфікаційного рівня «Бакалавр» та «Спеціаліст»: «Музикознавство», «Музичне мистецтво естради (джаз)», «Фортепіано», «Оркестрові духові та ударні інструменти», «Спів», «Оркестрові струнні інструменти», а також здійснювалася підготовка звукорежисерів, музичних редакторів, музичних менеджерів та музичних аранжувальників (додаткова кваліфікація).
З 2003 по 2009 роки училище очолював Сергій Михайлович Волков. За його ініціативою розпочалася робота по реорганізації училища в комплексний навчальний заклад, структура якого передбачала надання освіти за І–ІІ та III рівнями акредитації.
У 2008 році КДВМУ ім. Р. М. Глієра реорганізовано в Київський інститут музики ім. Р. М. Глієра.
У 2009 році на посаду ректора Київського інституту музики ім. Р. М. Глієра був обраний Олександр Йосипович Злотник. Під його керівництвом освітній процес КІМ ім. Р. М. Глієра охоплює всі рівні навчання: початкова освіта, здобуття освітніх ступенів «Молодший спеціаліст», «Бакалавр» і «Магістр».
У 2018 році заклад святкував 150 років з часу заснування на державному рівні, що стало нагодою для чергового перейменування.

## Сучасність
Станом на 2020—2021 навчальні роки:
- в Академії студенти навчаються за освітніми рівнями і ступенями — ОКР «Молодший спеціаліст» (333), ОПК «Молодший бакалавр» (116), ОС «Бакалавр» (340), ОС «Магістр» (83);
- в Академії працюють — 16 народних артистів України, 22 заслужених артисти України, 16 заслужених діячів мистецтв України, 15 заслужених працівників культури України, 11 докторів філософських та педагогічних наук, культурології, музикознавства, 53 кандидати наук, 18 професорів, 43 доценти;
- на підготовчому відділенні, у бакалавраті та магістратурі Академії навчаються 86 іноземних студентів із Білорусі, Грузії, Еквадору, Китаю, Мексики, Російської Федерації, США, Туреччини.

За останні 10 років студенти й творчі колективи Академії здобули понад 1800 перемог на міжнародних і національних конкурсах, фестивалях, наукових симпозіумах.
Далеко за межами України здобули визнання творчі колективи Академії — лауреати міжнародних і національних конкурсів та фестивалів. Більшість з цих колективів свого часу стали першими на теренах України навчальними студентськими колективами. Це: симфонічний оркестр (диригенти М. Гозулов, І. Шпіцберг, Р. Кофман, М. Мороз, А. Власенко, М. Пікульський, В. Протасов), камерний оркестр (диригенти Л. Костенко, В. Бєляков, М. Кузін, О. Госачинський), оркестр духових інструментів (диригенти С. Стежар, Ф. Чабан, І. Шпіцберг, А. Васильєв, Ю. Горлін, О. Баженов, В. Дума, М. Мороз, В. Сидорченко), оркестр народних інструментів (диригенти Ю. Тарнопольський, А. Григоренко, А. Білошицький, В. Слінченко, І. Ячменьов, І. Савков), жіночий хор (диригент-хормейстер Г. Горбатенко), камерний хор (диригент-хормейстер З. Томсон), капела бандуристів (керівники Л. Чмельова, О. Туровська, Л. Амбросова, І. Родіонова), ансамбль скрипалів (керівники Л. Шухман, М. Волков), біг-бенд (керівники А. Шарфман, Г. Стрілець-Стрілецький, О. Шаповал, Д. Аду).
Творчі колективи КМАМ ім. Р. М. ГлієраІсторія становлення та розвитку навчального закладу тісно пов'язана з історією вітчизняного музичного мистецтва. Невід'ємною складовою цього процесу є творча і культурно-освітня діяльність викладачів й студентів. «Глієрівці» вважають почесною місією відтворення, оновлення, розвиток вітчизняних мистецьких традицій.

## Директори і ректори
- Пфеніг Роберт Августович (1868—1874)
- Альтані Іполит Карлович (1874—1875)
- Альбрехт Людвіг Карлович (1875—1878)
- Пухальський Володимир В'ячеславович (1878—1914)
- Глієр Рейнгольд Моріцевич (1914—1920)
- Блуменфельд Фелікс Михайлович (1920—1922)
- Михайлов Костянтин Миколайович (1922—1925)
- Грінченко Микола Олексійович (1925—1928)
- Романюк Семен Миколайович (1928—1932)
- Тишкевич-Азважинський Семен Петрович (1932—1934)
- Луфер Абрам Михайлович (1934—1941; 1944—1948)
- Сук Петро Андрійович (1948—1953)
- Журомський Іван Іванович (1953—1954)
- Лісовий Андрій Омелянович (1954—1958)
- Лук'янов Степан Омелянович (1958—1962)
- Строкач Микола Сергійович (1962—1964)
- Падалко Лідія Олександрівна (1964—1970)
- Бондаренко Анатолій Леонідович (1971—1982)
- Каращук Віталій Власович (1982—1991)
- Козін Вадим Венедиктович (1991—2003)
- Волков Сергій Михайлович (2003—2009)
- Злотник Олександр Йосипович (з 2009)

## Викладачі
| Акопова Ніна Алексєєва-Юневич Марія Алоїз Владислав Альбрехт Людвіг Альтані Іполит Альшванг Арнольд Бабенко Володимир Беклемішев Григорій Бертьє Давид Бєлофастов Олег Білошицький Анатолій Блінов Євген Блуменфельд Фелікс Буймістер Валерій Васько Геннадій Верещагін Роман Вериківська Олена Вериківський Михайло Верховинець Ярослав Виноградов Гліб Вільконський Сергій Водольський Іван Воячек Федір Гандольфі Гектор Геліс Марк Гетоєва Ірина Глієр Рейнгольд Гозенпуд Матвій Голембіовський Юрій [Архівовано 28 Жовтня 2020 у Wayback Machine.] Гордійчук Микола Гребенюк Алла Дергунов Євген Джолас Дмитро Добикевич Антон Донець-Тессейр Марія Еверарді Каміл Ерденко Михайло Євтушенко Доментій |  | Єгоричева Марина Єгоров Олександр Жуковський Георгій Журомський Іван Запорожцев Володимир Іванов Віктор Кабачок Володимир Канерштейн Олександр Каспін Самуїл Кобець Ісаак Козін Вадим Козицький Федір Колаковський Олексій Колесник Станислав Коломієць Анатолій Конощенко Володимир Коротков Володимир Костенко Леонід Кошиць Олександр Кузьмін Микола Левитський Федір Лисаковський Олександр Лисенко Микола Литвиненко-Вольгемут Марія Любимова Віра Лятошинський Борис Майборода Платон Майн Віктор Мачулін Віталій Михайлов Костянтин Муравйова Олена Муравський Павло Орлова Ольга [Архівовано 28 Жовтня 2020 у Wayback Machine.] Паливода Іван Пендищук Іван Подвала Валерій Полякова Броніслава Полянічевський Іван Поляченко Олександр |  | Проценко Григорій Пухальський Володимир Пфеніг Роберт Ребро Анатолій [Архівовано 2 Червня 2021 у Wayback Machine.] Ревуцький Левко Риб Євген Різоль Микола Симоненко Володимир Сікард Михайло Сінько Віктор Строкач Микола Тарновський Сергій Тарнопольський Юрій Третяк Віктор Фастівський Яків Фридрих фон Мулерт Хазін Леонід Химиченко Олександр Ходоровський Григорій Цвейфель Олександр Чабан Федір Чечотт Віктор Шадек Йосип Шалькевич Віктор Шарфман Анатолій Шевчик Отакар Шпіцберг Ігор Штосс-Петрова Олександра Шур Лідія [Архівовано 2 Червня 2021 у Wayback Machine.] Шуранова Зоя Шухман Леонід Щуровський Юрій Яблонський Вільгельм Яворський Болеслав Ялкут Владеліна Янкелевич Арнольд |

## Випускники
| Андрієвська Ніна Артоболевська Анна Бакланов Георгій Баштан Сергій Бердиєв Микола Бесфамільнов Володимир Білецька Марія Білецька Раїса Блінов Євген Бочаров Михайло Браїловський Олександр Булавко Володимир Вакаріна Лариса Гнатюк Дмитро Гордійчук Микола Горобець Руслан Горовиць Володимир Горовиць Регіна Губа Володимир Гусак Раїса Дергунов Євген Донська Рита Журомський Іван Ілляшевич Володимир Каспін Семен |  |  | Кириліна Ірина Котек Йосип Левитський Федір Литвиненко-Вольгемут Марія Лосський Володимир Майборода Георгій Майборода Платон Михайлов Костянтин Муравський Павло Ніколаєв Леонід Орлова Ольга [Архівовано 28 Жовтня 2020 у Wayback Machine.] Паливода Іван Пархоменко Ольга Петриненко Діана Проценко Ніна Різоль Микола Рощина Аза Рябов Ігор Сатановський Олександр Сац Ілля Скоробагатько Неоніла Тутковський Микола Цвірко Людмила Яворський Болеслав Ященко Тарас |

## Випускники. Сучасний період
| Баклан Олексій Басалаєва Євгенія Бельська Людмила Бойко Валентина Борисов Вадим Буймістер Валерій Глух Світлана Горбатенко Галина Гревцова Лілія |  | Гриньків Роман Гришко Володимир Дорошенко Іван Дубина Анатолій Дядюра Микола Дяченко Олександр Забіляста Лілія Здоренко Віктор Квелєнков Юрій Липник Анатолій [Архівовано 24 Червня 2021 у Wayback Machine.] |  | Лук'янець Вікторія Майборода Роман Мамченко Антоніна Монастирська Людмила Петрова Світлана Попічук Дмитро Тищенко Михайло Чуприна Петро Штонда Тарас Шутько Алла |

| Афанасьєва Неліда Бідненко Ірина Бубнова Анна Ґданський Володимир [Архівовано 24 Червня 2021 у Wayback Machine.] Гнатюк Ярослав [Архівовано 24 Червня 2021 у Wayback Machine.] Гончарова Ірина Згуровський Владислав [Архівовано 24 Червня 2021 у Wayback Machine.] Коваль Петро Копилова Тетяна Копоть Володимир Кот Геннадій |  | Кравченко Наталія Кумановська Тетяна Марухно Валентин Михайловський Юрій Нікітюк Оксана Осадчий Тарас Остапенко Андрій Пилипчак Василь Проценко Ніна Пухлянко Марія Різоль Юрій Роменська Наталія |  | Семененко Ірина Тертичний Юрій Тимець Віктор Толмачов Рубен Турбовський Володимир Харечко Ірина Хитряков Сергій Чуприна Олександр Шляпочник Майя Шуцький Броніслав Яницький Тарас |

| Верещагіна Алла [Архівовано 24 Червня 2021 у Wayback Machine.] Єрошевський Микола [Архівовано 24 Червня 2021 у Wayback Machine.] Зарудянська Мальвіна Клименко Олександр Ковтюх Лідія Козир Алла Корецька Світлана [Архівовано 13 Червня 2021 у Wayback Machine.] |  | Кушпет Володимир Леонов Сергій [Архівовано 24 Червня 2021 у Wayback Machine.] Мамченко Олег Нікітюк Оксана Панова Наталія Пахомова Маргарита Пономарчук Наталія |  | Редько Віктор Савчук Андрій Степанченко Галина Сухомлінова Світлана Трофимов Микола Шутько Сергій |

| Гіваргізова Ірина Дрига Олександр Желудов Валерій Марков Юхим [Архівовано 24 Червня 2021 у Wayback Machine.] |  | Масленнікова Анжела Найдьонова Людмила Піроженко Олександр Смєхова Анна |  | Стрига Ангеліна Троценко Валерій Чуприна Юрій Швецова Олена |

| Антонюк Валентина Байда Людмила Берегова Олена Гузій Наталія Жарков Олександр Жаркова Валерія Завадська Тетяна |  | Зеленецька Ірина Зінкевич Олена Козир Алла Кулаков Сергій Лисіна Наталья Матвійчук Любов Новицький Костянтин |  | Прудникова Людмила Рощина Тетяна Самохвалов Віктор Северинова Марина Сушій Ольга Фенюк Павло |

| Безбородько Олег Годзяцький Віталій Гончаров Анатолій [Архівовано 24 Червня 2021 у Wayback Machine.] Журавицький Вадим |  | Колодуб Жанна Костін Олександр Поклад Ігор Ракочі Вадим |  | Філіпенко Віталій Шумейко Володимир Юріна Людмила |

| Alex Luna Білик Ірина Бєлкіна Олена Бондарчук Василь Бочаров Костянтин (Melovin) Бужинська Катерина Власова Євгенія |  | Волков Богдан Ілларія Кароль Тіна Кравчук Андрій (Ель Кравчук) Огнєвич Злата Повалій Таїсія Успенська Люба Шамаєва Яна (Jerri Heil) |

| Аду Денніс Бойко Ігор Єфременко Денис Квінта Руслан Кляшторний Костянтин Копоть Володимир |  | Крупський Олексій Латанюк Валерій Лебедєва Наталья Ліхута Ігор Марков Юхим Менделенко Артем |  | Мінов Олег Овруцький Аркадій Овсянніков Сергій Резницький Марк Сметанін Сергій |

## Рейтинги та репутація
У жовтні 2024 року, Державна служба якості освіти, як центральний орган виконавчої влади України, що реалізує державну політику у сфері освіти, зокрема з питань забезпечення якості освіти, оприлюднив оновлений рейтинг навчальних закладів України, які мають високий ступінь ризику. До переліку навчальних закладів з високим ступенем ризику увійшла, зокрема, й Київська муніципальна академія музики імені Рейнгольда Глієра.